# Kevin Krawietz
Kevin Krawietz (ur. 24 stycznia 1992 w Coburgu) – niemiecki tenisista, zwycięzca French Open 2019 i 2020 w grze podwójnej, reprezentant kraju w Pucharze Davisa, olimpijczyk z Tokio (2020) i Paryża (2024).

## Kariera tenisowa
Startując w gronie juniorów, Krawietz wygrał Wimbledon 2009 w grze podwójnej chłopców wspólnie z Pierre’em-Huguesem Herbertem. Razem z Dominikiem Schulzem został finalistą Australian Open 2010 w tej samej konkurencji.
Karierę zawodową Niemiec rozpoczął w 2010 roku. Podczas Wimbledonu 2017 zadebiutował w Wielkim Szlemie w turnieju deblowym mężczyzn. Partnerował mu Igor Zelenay i najpierw przeszli przez eliminacje. Para Krawietz–Zelenay odpadła w pierwszej rundzie pokonana przez Olivera Maracha i Mate Pavicia.
Wspólnie z Andreasem Miesem w 2019 roku wygrali French Open. W trzeciej rundzie wyeliminowali Olivera Maracha i Mate Pavicia, natomiast w finale Jérémy’ego Chardy’ego i Fabrice’a Martina 6:2, 7:6(3). W 2020 roku niemieccy tenisiści obronili trofeum, w finale pokonując Mate Pavicia i Bruna Soaresa wynikiem 6:3, 7:5.
Jest zwycięzcą jedenastu turniejów o randze ATP Tour w grze podwójnej z dwudziestu jeden rozegranych finałów.
Od roku 2019 reprezentant Niemiec w Pucharze Davisa.
Olimpijczyk z Tokio (2020) i Paryża (2024). W Tokio awansował do drugiej rundy debla i ćwierćfinału miksta, natomiast w Paryżu doszedł do ćwierćfinału debla.
W rankingu gry pojedynczej najwyżej był na 211. miejscu (17 grudnia 2018), a w klasyfikacji gry podwójnej na 5. pozycji (10 lutego 2025).

### Finały w turniejach ATP Tour
| Legenda                                      |
| -------------------------------------------- |
| Wielki Szlem                                 |
| Igrzyska olimpijskie                         |
| Tennis Masters Cup / ATP Finals              |
| ATP Masters Series / ATP Tour Masters 1000   |
| ATP International Series Gold / ATP Tour 500 |
| ATP International Series / ATP Tour 250      |

#### Gra podwójna (11–10)
| Końcowy wynik | Nr  | Data                 | Turniej            | Nawierzchnia  | Partner        | Przeciwnicy                            | Wynik finału         |
| ------------- | --- | -------------------- | ------------------ | ------------- | -------------- | -------------------------------------- | -------------------- |
| Zwycięzca     | 1.  | 17 lutego 2019       | Nowy Jork          | Twarda (hala) | Andreas Mies   | Santiago González Aisam-ul-Haq Qureshi | 6:4, 7:5             |
| Zwycięzca     | 2.  | 8 czerwca 2019       | French Open, Paryż | Ceglana       | Andreas Mies   | Jérémy Chardy Fabrice Martin           | 6:2, 7:6(3)          |
| Zwycięzca     | 3.  | 20 października 2019 | Antwerpia          | Twarda (hala) | Andreas Mies   | Rajeev Ram Joe Salisbury               | 7:6(1), 6:3          |
| Zwycięzca     | 4.  | 10 października 2020 | French Open, Paryż | Ceglana       | Andreas Mies   | Mate Pavić Bruno Soares                | 6:3, 7:5             |
| Finalista     | 1.  | 25 października 2020 | Kolonia            | Twarda (hala) | Andreas Mies   | Raven Klaasen Ben McLachlan            | 2:6, 4:6             |
| Finalista     | 2.  | 7 marca 2021         | Rotterdam          | Twarda (hala) | Horia Tecău    | Nikola Mektić Mate Pavić               | 6:7(7), 2:6          |
| Finalista     | 3.  | 25 kwietnia 2021     | Barcelona          | Ceglana       | Horia Tecău    | Juan Sebastián Cabal Robert Farah      | 4:6, 2:6             |
| Zwycięzca     | 5.  | 2 maja 2021          | Monachium          | Ceglana       | Wesley Koolhof | Sander Gillé Joran Vliegen             | 4:6, 6:4, 10–5       |
| Zwycięzca     | 6.  | 20 czerwca 2021      | Halle              | Trawiasta     | Horia Tecău    | Félix Auger-Aliassime Hubert Hurkacz   | 7:6(4), 6:4          |
| Finalista     | 4.  | 18 lipca 2021        | Hamburg            | Ceglana       | Horia Tecău    | Tim Pütz Michael Venus                 | 3:6, 7:6(3), 8–10    |
| Zwycięzca     | 7.  | 24 kwietnia 2022     | Barcelona          | Ceglana       | Andreas Mies   | Wesley Koolhof Neal Skupski            | 6:7(3), 7:6(5), 10–6 |
| Zwycięzca     | 8.  | 1 maja 2022          | Monachium          | Ceglana       | Andreas Mies   | Rafael Matos David Vega Hernández      | 4:6, 6:4, 10–7       |
| Finalista     | 5.  | 23 kwietnia 2023     | Monachium          | Ceglana       | Tim Pütz       | Alexander Erler Lucas Miedler          | 3:6, 4:6             |
| Finalista     | 6.  | 18 czerwca 2023      | Stuttgart          | Trawiasta     | Tim Pütz       | Nikola Mektić Mate Pavić               | 6:7(2), 3:6          |
| Zwycięzca     | 9.  | 30 lipca 2023        | Hamburg            | Ceglana       | Tim Pütz       | Sander Gillé Joran Vliegen             | 7:6(4), 6:3          |
| Finalista     | 7.  | 7 stycznia 2024      | Brisbane           | Twarda        | Tim Pütz       | Lloyd Glasspool Jean-Julien Rojer      | 6:7(3), 7:5, 10–12   |
| Finalista     | 8.  | 23 czerwca 2024      | Halle              | Trawiasta     | Tim Pütz       | Simone Bolelli Andrea Vavassori        | 6:7(3), 6:7(5)       |
| Zwycięzca     | 10. | 21 lipca 2024        | Hamburg            | Ceglana       | Tim Pütz       | Fabien Reboul Édouard Roger-Vasselin   | 7:6(8), 6:2          |
| Finalista     | 9.  | 23 czerwca 2024      | US Open, Nowy Jork | Twarda        | Tim Pütz       | Max Purcell Jordan Thompson            | 4:6, 6:7(4)          |
| Zwycięzca     | 11. | 17 listopada 2024    | Turyn              | Twarda (hala) | Tim Pütz       | Marcelo Arévalo Mate Pavić             | 7:6(5), 7:6(6)       |
| Finalista     | 10. | 11 stycznia 2025     | Adelaide           | Twarda        | Tim Pütz       | Simone Bolelli Andrea Vavassori        | 6:4, 6:7(4), 9–11    |